# Frédéric Laffont
 (mai 2025).
La mise en forme du texte ne suit pas les recommandations de Wikipédia : il faut le « wikifier ».
Les points d'amélioration suivants sont les cas les plus fréquents. Le détail des points à revoir est peut-être précisé sur la page de discussion.
- Les titres sont pré-formatés par le logiciel. Ils ne sont ni en capitales, ni en gras.
- Le texte ne doit pas être écrit en capitales (les noms de famille non plus), ni en gras, ni en italique, ni en « petit »…
- Le gras n'est utilisé que pour surligner le titre de l'article dans l'introduction, une seule fois.
- L'italique est rarement utilisé : mots en langue étrangère, titres d'œuvres, noms de bateaux, etc.
- Les citations ne sont pas en italique mais en corps de texte normal. Elles sont entourées par des guillemets français : « et ».
- Les listes à puces sont à éviter, des paragraphes rédigés étant largement préférés. Les tableaux sont à réserver à la présentation de données structurées (résultats, etc.).
- Les appels de note de bas de page (petits chiffres en exposant, introduits par l'outil «  Source ») sont à placer entre la fin de phrase et le point final[comme ça].
- Les liens internes (vers d'autres articles de Wikipédia) sont à choisir avec parcimonie. Créez des liens vers des articles approfondissant le sujet. Les termes génériques sans rapport avec le sujet sont à éviter, ainsi que les répétitions de liens vers un même terme.
- Les liens externes sont à placer uniquement dans une section « Liens externes », à la fin de l'article. Ces liens sont à choisir avec parcimonie suivant les règles définies. Si un lien sert de source à l'article, son insertion dans le texte est à faire par les notes de bas de page.
- La présentation des références doit suivre les conventions bibliographiques. Il est recommandé d'utiliser les modèles {{Ouvrage}}, {{Chapitre}}, {{Article}}, {{Lien web}} et/ou {{Bibliographie}}. Le mode d'édition visuel peut mettre en forme automatiquement les références.
- Insérer une infobox (cadre d'informations à droite) n'est pas obligatoire pour parachever la mise en page.

Pour une aide détaillée, merci de consulter Aide:Wikification.
Si vous pensez que ces points ont été résolus, vous pouvez retirer ce bandeau et améliorer la mise en forme d'un autre article.
 (février 2017).
Si vous disposez d'ouvrages ou d'articles de référence ou si vous connaissez des sites web de qualité traitant du thème abordé ici, merci de compléter l'article en donnant les références utiles à sa vérifiabilité et en les liant à la section « Notes et références ».
Pour les articles homonymes, voir Laffont.
Frédéric Laffont est un grand reporter et un documentariste reconnu pour ses films engagés, sensibles et humanistes. Il obtient le Prix Albert Londres pour son reportage sur la vie quotidienne à Beyrouth en temps de guerre. Sa filmographie explore des problématiques contemporaines à travers des récits intimes et une écriture visuelle délicate. Une soixantaine de grands reportages et de longs métrages documentaires. Une collection de courts métrages pour Hermès : Empreintes sur le monde.  
De nombreuses distinctions internationales dont plusieurs Étoiles de la SCAM. 
" Un cinéaste rare." (Le Nouvel Observateur)
" Ses documentaires ont l'étrange beauté des premiers films de Pasolini." (L'Express)
Auteur d'essais littéraires écrits à Paris, Jérusalem, Kigali et Kaboul.

## Biographie
Des tours de manèges puis des tours du monde. Études de Biochimie à l'Université de Paris-XI Orsay. Lauréat de la Course autour du Monde. Crée avec Christophe de Ponfilly l’agence de presse Interscoop et Albert Films. Compagnon de route et membre du Conseil d'Administration de Médecins Sans Frontières. Depuis 2008, dirige la maison de production Camera Magica, .

## Filmographie
- Nous l’Ukraine, 2025 (long-métrage documentaire, en cours)
- Empreintes sur le monde, Collection pour Hermès
- La vie devant nous (France 2022) FIPADOC 2021
- Les Enchanteurs (Belgique) Étoile SCAM 2017
- Cowboys don’t cry (États-Unis, 2015)
- Mesure et démesure (Suisse, 2014)
- Liban, des guerres et des hommes (3x52’) FIPA & Étoile SCAM, 2014
- Dans les bottes de Clint (États-Unis) Étoile SCAM 2013
- Les mains d’Hermès (France, 2011)
- 1$ pour 1 vie (Monde, 2009) FIPA 2010
- Ballade pour un Cowboy (Texas, 2007)
- Voyage au centre de la Bibliothèque (2007)
- 1001 jours (Israël-Palestine) Étoile SCAM 2007
- Tokyo Blues et Sushis confits (Japon, 2004)
- Poussières de Paix (Israël-Palestine) Prix spécial Festival d’Angers 2002
- Secrets de cuisine de l’Ambroisie (France, 2001)
- Fleur de Cannelle, Arte fiction, (Chili, 2000)
- Collection Voyages, voyages pour Arte: Palerme, Paris, Ile Maurice, Beyrouth…
- Liban, voyages, voyages Grand Prix Ptolémée de Géographie 2000
- Planète CNN (États-Unis, Bosnie, Jérusalem, 1997)
- Maudits soient les yeux fermés (Rwanda,1996) Grand Prix Angers, Écran d’Or Montréal
- Fugues américaines (Texas, Louisiane) Prix Saulieu 1996
- Anges et démons de la cité (France, 1994)
- Captain W, astronaute (États-Unis, 1994)
- Le Menu (France, 1994)
- Dieu, poste restante, Jérusalem (1993)
- À quoi rêvent les boxeurs ? (France, 1993). Grand Prix Palerme 1994
- Ramdam sur terre et mer (France, 1993)
- Entracte au Château de Prague (1993)
- Banlieue Olympique (France, 1993)
- Beyrouth, des balles et des ballons (Liban, 1992) Nymphe d’or & Prix critique int. Monte-Carlo 1993
- Poussières de guerre (Afghanistan / URSS) Grand Prix Angers & Festival Rueil 1990
- À corps, À cœur, À cris (1992) Prix Spécial Festival Int. Monte-Carlo 1992
- Autofolies (France, 1990)
- L’opium du peuple (URSS, 1988)
- Colères noires de Soweto (RSA, 1988)
- On s’aimait tant à Santiago (Chili, 1988)
- Pas de larmes pour Mao (Chine) Prix du Meilleur Reporter d’Image 1987
- Les sentinelles du désert (Tchad, 1987)
- La guerre des nerfs (Liban, 1986) Prix Albert Londres 1987
- Les colères noires de Soweto (RSA, 1986)
- La mer arrive encore au Liban (1986) Prix du jury Festival Monte-Carlo 1987
- Shanghai New Look (Chine, 1985)
- Derniers jours du Temple d’Or (Inde, 1984)

## Livres
- Au 24 Faubourg rue Saint Honoré[5],[6]. A propos de la maison Hermès. Éditions de l'Iconoclaste, 2024.
- Une vie par le menu, à propos du Chef Bernard Pacaud. Editions de l'Iconoclaste, 2021. Prix de la Passion Littérature, 2022
- Mille et un jours, mille et une nuits, à propos du conflit israélo-palestinien, Editions Arléa, 2002.
- Maudits soient les yeux fermés, à propos du génocide au Rwanda. Editions JC Lattès, 1995
- Poussières de guerre, à propos de la guerre URSS-Afghanistan, co-auteur Christophe de Ponfilly, Editions Robert Laffont, 1990

## Prix et distinctions
- FIPA 2022, sélection compétition  officielle pour La vie devant nous
- 2016 : Sélection compétition BAFF pour Les Enchanteurs, Bruxelles, Belgique.
- Étoile de la Société des Auteurs (SCAM) 2014 pour Liban des guerres et des hommes
- Étoile de la Société des Auteurs (SCAM) 2013 pour Dans les bottes de Clint
- FIPA 2013, sélection compétition officielle pour Liban, des guerres et des hommes
- FIPA 2010, sélection compétition officielle en compétition pour 1$ pour 1 vie
- Étoile de la Société des Auteurs (SCAM) 2007 pour Mille et un jours
- Prix spécial du jury du Festival du scoop d’Angers 2002 pour Poussières de paix
- Prix du jury du Festival de Saulieu, 2002 pour Fugues américaines, Cajun, Louisiane
- Grand prix de géographie Ptolémée, 2000 pour Liban. Collection Voyages,voyages d'Arte
- Prix Spécial du Festival du Scoop d'Angers 1996 pour Maudits soient les yeux fermés
- Prix Écran d'Or du Festival Vues d'Afrique Montréal 1996, Maudits soient les yeux fermés
- Prix du meilleur film sportif au Festival de Palerme, 1994 pour À quoi rêvent les boxeurs ?
- Prix Jules Verne 1994 du meilleur documentaire pour Capitaine W., astronaute
- Nymphe d'or Festival de Monte-Carlo, 1993 pour Beyrouth, des balles et des ballons
- Prix de la critique internationale Monte-Carlo, 1993 pour Beyrouth, des balles et des ballons
- Prix au Festival International de Monte-Carlo, 1992 pour À cœur, À corps, À cris
- Aigle d'or du Festival International d'histoire de Rueil, 1990 pour Poussières de Guerre
- Grand Prix Festival international de Journalisme d’Angers, 1990 pour Poussières de Guerre
- Prix du Meilleur Journaliste Reporter d'Images, La Ciotat 1988 pour Pas de larme pour Mao
- Prix spécial du jury au Festival de Monte-Carlo, 1987 pour La mer arrive encore au Liban
- Lauréat de La Course Autour du Monde, 1984

## Presse
Beyrouth, des balles et des ballons
Le Monde: "Comme dans Allemagne année zéro de Rossellini, le film de Frédéric Laffont commence en effet par un après-guerre, une fin de monde. L'idée est belle et heureuse. Talent du réalisateur: de confession en confession, de détail en détail, d'un cri de supporter à une pensée en forme de poème, Frédéric Laffont donne à son reportage une épaisseur allégorique, et fait d'un film sur le foot un film sur le Liban."
Shanghai New Look
«La Chine comme jamais vue à la télévision.  Chapeau les gars!»
Lucien Bodard, grand reporter né en Chine.
1 $ pour 1 vie
Le Monde: "Exemplaire!" 
Télérama: «Photographie éblouissante, commentaire très écrit et impliqué, chronique d'une tentative de changer une donne faite de cynisme ou d'indifférence.» 
Télé Obs: «C'est une aventure humaine exemplaire que nous conte ce documentaire, les images superbes de Frédéric Laffont retracent l'histoire d'une utopie réalisée.» 
L'Humanité Dimanche:"Très bien écrit, ce film de Frédéric Laffont montre avec justesse l'ampleur du désastre." 
A cœur, à corps, à cris
Le Monde: «Le reportage de Christophe de Ponfilly et Frédéric Laffont est exemplaire parce qu'il révèle l'organisation humanitaire dans toute sa complexité, voire son ambiguïté, sans imposer de point de vue et sans briser l'indispensable dimension du rêve.»
Anges et Démons de la Cité
L’Express: «Ce documentaire à l’étrange beauté des premiers films de Pasolini. Le film de Frédéric Laffont est un chef-d'œuvre, qu’on rêverait de voir en salle. Aucun cliché, ici. Frédéric Laffont le prouve: aucun sujet n’est rebattu dès lors que la passion s’en mêle.» 
Le Point: «Frédéric Laffont, l’auteur, signe là un document décapant. Une gifle aux bons sentiments et aux préjugés sécuritaires.» 
Le Monde: «Tourné à la Mare rouge, une cité «à mauvaise réputation» de la banlieue nord du Havre, ce document est une extraordinaire chronique de quartier. Frédéric Laffont a passé deux mois sur place. Il a su gagner la confiance des jeunes qui, en retour, lui livrent des
témoignages percutants. Réalisé avec subtilité et humour, Anges et démons porte sur la banlieue et les gens qui y vivent un regard juste, généreux et sans pitié.»
Télérama :  «On sent du recul dans ce regard franc qui scrute les succès et les échecs d’un œil sensible. Et le film d'apparaître comme un conte de la vie ordinaire, sincère, juste et profondément touchant.»
Le Monde (rediffusion): “Un film sans démagogie, poignant et beau, qui n'a pas été réalisé dans le souci d'inspirer la pitié. Une leçon d'humilité.”
Libération: “Cela pourrait être un western ou un film de gangster, avec bandes rivales et lieux sacrés d’affrontement. Frédéric Laffont s’est immergé pendant sept semaines dans une cité du Havre pour en rapporter une histoire où la réalité le dispute au roman. L’air de la banlieue comme rarement… Cru, vécu, et loin d’être triste.”
A quoi rêvent les boxeurs ?
VSD: “Construit comme un combat en 12 rounds, dans une salle de boxe en banlieue. K.O par bonheur !”
Ballade pour un Cowboy
Libération: “Le beau documentaire en forme de road-movie de Frédéric Laffont est empreint de mythologie hollywoodienne. Le film débute dans le décor minéral de Monument Valley, là même où John Ford tourna de nombreux westerns. Mais la longue route de Clint Cannon évoque davantage les nostalgiques Indomptables (The Lusty Men, 1952) de Nicholas Ray, où Robert Mitchum incarnait un cow-boy de rodéo confronté aux désillusions d'une modernité de plus en plus matérialiste.”
Banlieue Olympique
Libération: “On ne remerciera donc jamais assez Frédéric Laffont, qui réalise ce beau numéro d'Aux petits bonheurs la France, de s'effacer derrière l'humanité de ceux qu'il filme et de ne pas brader leur singularité pour en faire d'imbéciles portes-drapeaux. De l'efficacité du contre-pied.”
Le Monde: “Un film enthousiasmant signé Frédéric Laffont. En quête de personnages qui bataillent pour tisser du lien social et améliorer la vie des gens, le réalisateur s'est arrêté à Noisy-le-Sec. Un documentaire gai, porteur d'espoir, filmé et commenté avec sensibilité.»
Dieu, Poste Restante, Jérusalem
La Croix: “On retrouve dans cette production de Frédéric Laffont pour Zanzibar, une démarche semblable à celle de son film “Beyrouth, des balles et des ballons“, Nymphe d’Or au Festival de Monte Carlo, la même sensible approche de l’homme jeté dans l’histoire, la même justesse de ton pour maîtriser une réalité complexe.”ne démarche semblable à celle de son film 
Mille et un jours
Le Nouvel Observateur: “Mille et un jours n’est pas un documentaire de plus sur le conflit israélo-palestinien, mais un essai cinématographique original et plein d’intelligence. Une autre manière de raconter: une autre manière de voir ce conflit. Entre documentaire et fiction, Frédéric Laffont signe un film plein d’espoir. Un lumineux message de paix.”
Synopsis: “N’est-ce pas là, dans ce conflit, le meilleur rôle que peut jouer le cinéma?”  
Le Point: “Un de nos meilleurs documentaristes politiques tente de «désenvouter» le conflit israélo-palestinien (…) Un film atypique, prenant, à montrer dans toutes les écoles.”
STUDIO:“Mille et un Jours ne ressemble à aucun autre documentaire. Loin de tout angélisme, cette œuvre, à la fois poétique et brutale, mérite toute votre attention. Passionnant.” 
Les nouvelles Fiches du Cinéma : “F.Laffont s’attache à rendre la réalité quotidienne de ces hommes et de ces femmes, sans parti pris. Au nom de l’humanité. Un regard empli de justesse, de respect et de dignité.”
Dans les bottes de Clint
Le Monde:  “Le réalisateur Frédéric Laffont connaît Clint depuis six ans. Avec lui, il a parcouru des milliers de kilomètres en voiture. De ce compagnonnage, il nous rapporte un documentaire émouvant sur un père et ses trois fils qui, soudés comme un seul homme, tentent de prendre leur revanche sur la misère. Il filme une Amérique profonde qui en bave, et la vie d'un jeune Texan - loin du mythe du cow-boy - qui a presque tout perdu (sa fiancée, sa santé et ses derniers dollars), pour une finale, gage d'un futur meilleur.”
Entracte au château de Prague, avec Vàclav Havel
Le Pèlerin: “Un documentaire hors du commun.”
Cajuns, Louisiane (collection Fugues américaines)
Libération: “Images somptueuses de la plaine de Louisiane ou du bayou, personnages très attachants, ce documentaire de Frédéric Laffont, dernier volet de la série Fugues américaines, ne laisse qu'un regret: ne pas pouvoir s'envoler dans la minute et rejoindre Eunice, au coeur du pays cajun.”
Le Menu
Libération: "Le Menu est un tour de France épicurien qui met l'eau à la bouche. C'est un petit Festin de Babette qu'a préparé Frédéric Laffont, en allant chercher les bonshommes derrière la chère fraîche."
Le Monde: “Savoureux voyage dans une France du bon goût et du bon sens. A partir du menu d'un grand restaurant parisien, le réalisateur nous entraîne dans un tour de France inhabituel. A chaque étape, une rencontre avec un produit, un homme et le lien qui les unit l'un à l'autre. Tous aiment les vraies choses, le vrai goût. Merveilleux rapport à la nature et à une passion. Un document qui revigore son homme.”
Liban, des guerres et des hommes
Le Nouvel Obs, Richard Cannavo: “Un cinéaste rare”. 
Le Monde, Christine Rousseau: «Un film remarquable qui plonge au plus intime et où se lit tout l’attachement humaniste d’un homme pour un pays usé par des années de déchirures meurtrières.» 
Le Pèlerin: “Rompu au Proche-Orient, Frédéric Laffont a écarté hommes politiques et spécialistes pour privilégier la parole “ordinaire”, l’humain. Un grand documentaire.” 
Télérama, Marie-Hélène Soenen:“Frédéric Laffont clôt sa fresque libanaise en récoltant toujours ces fragments subjectifs, qui dialoguent pour esquisser une Histoire encore refusée par l’Etat. Cet ultime volet est d’une incroyable force, véritable œuvre de paix où ceux qui ont tenu les armes, qu’ils soient combattant palestinien, milicien chiite ou dignitaire des Forces libanaises, crient l’inutilité de la guerre. Et reconnaissent tous avoir perdu.” 
Christine Rousseau, Le Monde: «Un film remarquable qui plonge au plus intime et où se lit tout l’attachement humaniste d’un homme pour un pays usé par des années de déchirures meurtrières.»
Jean-Claude Guillebaud, Le Nouvel Obs: «Le magnifique travail de Frédéric Laffont sur l’interminable guerre du Liban (1975-1990) nous permet de regarder un documentaire hors du commun. Il fera date. Laffont lui a consacré plusieurs années de sa vie. Le film en trois parties qui en résulte ne ressemble à aucun autre. Il prouve que la télévision peut montrer l’invisible. (…) C’est cet invisible là que Laffont est parvenu à saisir, à filmer, à nous faire toucher du doigt. J’y vois la réussite prodigieuse de ce film»
AFP: “Un brillant documentaire"
La Croix, Aude Carasco: “Pendant trois ans, Frédéric Laffont a recueilli la mémoire des Libanais. Sa remarquable série documentaire se veut un message de paix et d’espoir. Le souci de rendre aux Libanais la parole qui leur a été confisquée est au cœur de la série documentaire en trois volets de Frédéric Laffont. Sans analyse ni commentaire en voix off, cette mosaïque d’un peuple déchiré par la guerre acquiert une dimension universelle.”
Télé Star: «Émouvant et fascinant.»
Maudits soient les yeux fermés
La Vie:  “Un pavé dans la mare, aux ondes de choc infinies.”
Le Monde:  “Le film de Frédéric Laffont n'est pas un document sur les massacres : on n'y verra pas une image des atrocités commises entre avril et juillet 1994, selon un plan prémédité au niveau de l'Etat; on n'y entendra pas non plus les témoignages des rescapés. Maudits soient les yeux fermés décrit le combat isolé, impossible, de trois individus acharnés à recueillir les faits, les témoignages, pour que l'Histoire ne soit pas réécrite ensuite et que justice soit faite. Et qui ne rencontrent qu'obstacles ou menaces. Le film de Laffont est comme une trace du silence qui s'étend. Relire Primo Levi.”
Libération: “Nous sommes en août 1994. Frédéric Laffont, journaliste et réalisateur, vient d'arriver à Kigali pour filmer durant un an la mise en place puis les audiences de cette cour extraordinaire. «Je voulais rapporter l'écriture de l'histoire. En 1945, le procès de Nuremberg et son Plus jamais ça ont été les fondements de notre monde actuel. » Lorsque le générique de fin apparaît, la caméra revient subitement au Rwanda, sur les lieux du massacre, crânes, os, valises éparpillés. Un choc. En une heure trente, déjà, on ne se souvenait plus. Maudits soient les yeux fermés... est bien un film sur l'histoire. Mais, précieusement, pour la première fois il raconte l'impalpable: comment on oublie.”
On s’aimait tant à Santiago
Le Monde: “Un voyage douloureux, souvent joyeux. Un film plein d'une simple humanité. La souffrance. Oscar n'en parle pas. On entendra seulement son père répéter que sa femme, dont le sang a servi à tracer un marteau et une faucille sur le mur de la guérite à l'abandon, au fond du jardin, " a été dévorée par les chiens."
Planète CNN
Le Nouvel Obs: “Éclatante réussite ! En toute logique, on ne devrait plus pouvoir débattre de la télévision en général, après cet extraordinaire document, comme on le faisait avant. Renonçant à tout jugement appuyé, bannissant tout commentaire, Laffont prend en quelque sorte la logique de CNN à son propre piège en laissant parler les images. L’existence de dissidents magnifiques comme Frédéric Laffont et d’un refuge comme Arte ne nous jamais paru aussi dramatiquement nécessaire…”
Le Monde: "Frédéric Laffont évite les commentaires. Il préfère laisser parler les images. On découvre le système et la philosophie de la chaîne. Le documentaire est remarquable, ce qu’il montre est inquiétant.”
Poussières de guerre
VSD: “Un travail magnifique. L’esprit du grand reportage à l’état pur.”
Le Figaro: “Christophe de Ponfilly et Frédéric Laffont ont traqué, dans les deux camps, les stigmates de l’absurde conflit soviéto-afghan. Redoutable exercice, admirable résultat.”
Secrets de cuisine de l’Ambroisie
Le Monde: “ Il y a des films, comme des personnes, qui vous étreignent étrangement. Qu'est-ce qui détermine un être à être ce qu'il est? C'est la question posée dans ce portrait de Bernard Pacaud, un des plus grands cuisiniers de France, chef de L'Ambroisie, à Paris. Un film rare, qui transmet une petite musique, celle de ce timide hypersensible au faîte de sa gloire, un insatisfait qui ne se sent bien que devant ses
fourneaux.”
Télé 7 Jours: "Plus qu’un enchantement pour les sens, quelque chose ici, passe à l’écran: cette alchimie particulière qui surgit parfois entre un réalisateur virtuose du son et de l’image, et un homme inspiré."
Secrets de cuisine de Fumiko
Le Monde: "Paroles murmurées qui traduisent bien l'image de la vapeur qui s'échappe et celle du ciel, reflet trouble à la surface du liquide brûlant. Frédéric Laffont aime les jeux de miroir, de transparence. Il filme la belle Fumiko à travers une baie vitrée parsemée de gouttes où se reflète un cerisier, ou derrière des rideaux voilés."
Poussières de paix
Le Monde:  “Poussières de paix, long métrage de Frédéric Laffont, est un film d'espoir, une oeuvre à contre-courant, comme toujours avec ce grand reporter-documentariste. Prix Albert-Londres en 1987, ce partisan d'une télévision engagée et subjective a pour principe de prendre son temps. “Les films se font surtout quand on ne filme pas ", dit-il. Humanisme.” 
Voyage au centre de la bibliothèque
Télérama, TTT: "D’une caméra inspirée, le documentariste isole une enluminure du XVe siècle et le visage absent du monde d'une lectrice, un dessin griffonné par Artaud sur le mauvais papier d'un cahier de brouillon ou le ballet automatisé des nacelles, qui acheminent vers leurs destinataires les ouvrages demandés. Avec une grâce souveraine, Frédéric Laffont signe une évocation rêveuse de ce lieu de mémoire et de chuchotements, invoque Hamlet et Gutenberg, se glisse dans les pas d'un habitué des lieux que sauva autrefois de la mort sa connaissance du latin, donne la parole à Tolstoi et à Apollinaire..."
Libération: “On recommande chaudement Voyage au centre de la Bibliothèque (France 5, 20 h 50), promenade poétique de Frédéric Laffont dans les rayonnages de la mémoire du monde, comme dirait Alain Resnais.”
La vie devant nous
La Croix: “A  rebours des débats identitaires empoisonnés, ce film dessine tout en nuances une histoire de France et de l’immigration.”
Télérama TTT: “J’ai rarement entendu une parole humaine d’une telle intensité” dit Frédéric Laffont. Leur courage, leur abnégation et leur dignité méritent d’être entendus.”

L’Humanité: “Un pan peu connu de l’histoire industrielle mis enfin en lumière.”

« A rare filmmaker »

— Richard Cannavo, Le Nouvel Obs
Angels and Demons of the Inner City

« This documentary,  a masterpiece that should be shown on the big screen, has the haunting beauty of Pasolini’s first films.    With this work, devoid of the usual cliches,  F.L. proves that  no subject is hackneyed when tackled with such passion.” Le Point : “The director, F.L., has made a challenging film that annihilates well-meaning sentiment and preconceived ideas about law and order. »

— L'Express
Le Chef’s secrets

« More than just a delight for the senses, this film, replete with the alchemy that all-too rarely materializes between a director, a virtuoso of sound and image, and an inspired man, transmits a powerful message. »

— Télé 7 jours
Racket on Land and Sea

« Frederic Laffont gives us not a small pleasure but a very big one.  Difficult to summarize, this rich and beautiful documentary brings to life a neighbour or friend who happens to casually stroll in front of the lens, in just a few shots.  This magnificent homage to magicians of the ordinary conveys a tremendous sense of joy. »

— Télérama
CNN planet

« A dazzling success, this documentary renders all prior debate about television obsolete.   Laffont abstains from commenting or judging in any way,  preferring to lure CNN into something like their own trap by letting the pictures speak for themselves. The need for brilliant dissidents like Frédéric Laffont and for a haven such as Arte to host them has, tragically, never seemed so great.”Le Monde:  “Frederic Laffont opts for no comments.  Instead, He lets the images speak for themselves, thereby mimicking the CNN approach.   That network’s system and philosophy are vividly exposed in this remarkable and disturbing documentary. »

— Le Nouvel Obs
Cursed be closed eyes

« Like throwing a stone in a pond — infinite shock waves. »

— La Vie
Captain W. Astronaute

« It is one of the best astronaut biographies I have seen. I thought it was humorous without mocking the subject. It allowed Wally to tell his own story. It was a pleasure to watch this program. »

— National Air and Space Museum
What do boxers dream about?

« 12 rounds, in a Parisian suburb’s boxing club.  A winner by knock-out. »

— VSD
God, PO box, Jerusalem

« In this film for Zanzi bar, Frederic Lafont’s approach is similar to the one he used in his film «Beirut, bullets and balls», winner of the Nymphe d’Or at the Monte-Carlo Festival.  Once again, he manages to convey a complex reality with sensitivity and dedication. »

— La Croix
Interval in Prague’s Chateau

« A truly extraordinary documentary. »

— Le Pélerin
Beirut, bullets and balls

« Here is a very talented director:  from detail to detail, from confession to confession, from a supporter’s shout to a poetic thought, F.L. turns a soccer film into a deeply allegorical work about Lebanon. »

— Le Monde
Frontline doctors

« One year filming, five months editing, 150 hours of rushes. When Christophe de Ponfilly and Frédéric Laffont embark on a film, they take their time looking around, listening, and observing.  The style of these free-thinking directors, both Albert Londres Award winners, sets a new standard for documentary film-making. »

— Télérama
Dust of Wars

« Christophe de Ponfilly and Frédéric Laffont have hunted down the scars left by the absurd Afghan-Soviet conflict on both sides. A formidable task and an admirable result. »

— Le Figaro

« A magnificent work. The spirit of great reporting in the real sense of the word. »

— VSD